# Puchar Islandii w piłce nożnej (1960)
Puchar Islandii w piłce nożnej mężczyzn 1960 – 1. edycja rozgrywek mających na celu wyłonienie zdobywcy Pucharu Islandii. Na każdym etapie pucharu rozgrywany był jeden mecz pomiędzy zespołami. Mecz finałowy odbył się na stadionie Melavöllur w Reykjavíku, gdzie puchar wywalczyła drużyna KR.

## Pierwsza runda
Do udziału w pierwszej rundzie zgłoszonych zostało dwanaście zespołów, wśród których znajdowały się drużyny z lig niższych niż 1. deild oraz zespoły rezerw.
| 11 sierpnia 1960 | Fram B | 2:1Raport | KR B | Melavöllur, Reykjavík |
|                  |        |           |      |                       |

| 13 sierpnia 1960 | ÍB Ísafjörður · Björn Helgason 24', 67', 70' | 3:1(1:0)Raport | Valur B · Bragi Björrsson 78' | Ísafjarðarvöllur, Ísafjörður Sędzia: Ólafur Hannesson |
|                  |                                              |                |                               |                                                       |

| 14 sierpnia 1960 | Víkingur Reykjavík | 0:6(0:2)Raport | Akraness B | Melavöllur, Reykjavík Sędzia: Ríkarður Jónsson |
|                  |                    |                |            |                                                |

| 15 sierpnia 1960 | Reynir | 4:1Raport | ÍKF | Njarðvíkurvöllur, Njarðvík |
|                  |        |           |     |                            |

| 18 sierpnia 1960 20:00 | Þróttur Reykjavík B | 2:1Raport | Breiðablik | Melavöllur, Reykjavík |
|                        |                     |           |            |                       |

| 21 sierpnia 1960 14:00 | ÍB Hafnarfjörður | 6:0Raport | Þróttur Reykjavík | Hvaleyrarholtsvöllur, Hafnarfjörður Sędzia: Einar Hjartarson |
|                        |                  |           |                   |                                                              |

## Druga runda
W drugiej rundzie rozegrane zostały trzy mecze pomiędzy zwycięzcami pierwszej rundy.
| 23 sierpnia 1960 19:00 | Þróttur Reykjavík B | 4:1Raport | Akraness B | Hvaleyrarholtsvöllur, Hafnarfjörður Sędzia: Hörður Óskarsson |
|                        |                     |           |            |                                                              |

| 28 sierpnia 1960 | ÍB Hafnarfjörður | 9:0Raport | Reynir | Hvaleyrarholtsvöllur, Hafnarfjörður |
|                  |                  |           |        |                                     |

| 3 września 1960 | ÍB Ísafjörður | 2:0Raport | Fram B | Ísafjarðarvöllur, Ísafjörður |
|                 |               |           |        |                              |

## Ćwierćfinał
W ćwierćfinale do zwycięzców poprzedniej rundy dołączyło pięć zespołów reprezentujących 1. deild islandzką w sezonie 1960 – KR, Fram, Valur, Keflavík oraz Akraness.
| 10 września 1960 | ÍB Ísafjörður | 4:3Raport | Þróttur Reykjavík B | Ísafjarðarvöllur, Ísafjörður |
|                  |               |           |                     |                              |

| 1 października 1960 17:00 | KR | 3:0Raport | ÍB Hafnarfjörður | Melavöllur, Reykjavík Sędzia: Jörundur Þorsteinsson |
|                           |    |           |                  |                                                     |

| 2 października 1960 14:00 | Fram | 3:3Raport | Valur | Melavöllur, Reykjavík Sędzia: Magnús Pétursson |
|                           |      |           |       |                                                |

| 2 października 1960 15:45 | Akraness | 6:0Raport | Keflavík | Melavöllur, Reykjavík Sędzia: Guðbjörn Jónsson |
|                           |          |           |          |                                                |

### Powtórki
Z uwagi na remis 3:3 po 120 minutach meczu, rozegrany został dodatkowy mecz pomiędzy drużynami Fram i Valur w późniejszym terminie.
| 9 października 1960 14:00 | Fram · Rúnar Guðmannsson · Guðmundur Óskarsson · Reynir Karlsson | 3:0(1:0)Raport | Valur | Melavöllur, Reykjavík Sędzia: Magnús Pétursson |
|                           |                                                                  |                |       |                                                |

## Półfinał
Do półfinału awansowali zwycięzcy meczów ćwierćfinałowych, wśród których tylko ÍB Ísafjörður nie reprezentował 1. deild.
| 8 października 1960 17:00 | KR · Gunnar Guðmannsson 26' · Reynir Smith 115' | 2:1 pd.(1:0, 1:1, 2:1)Raport | ÍB Ísafjörður · Elvar Ingason 57' | Melavöllur, Reykjavík Sędzia: Einar Hjartason |
|                           |                                                 |                              |                                   |                                               |

| 16 października 1960 14:00 | Fram · Baldur Scheving 71' · Grétar Sigurðsson 85' | 2:0(0:0)Raport | Akraness | Melavöllur, Reykjavík Sędzia: Magnús Pétursson |
|                            |                                                    |                |          |                                                |

## Finał
Mecz finałowy został rozegrany 23 października 1960 roku o godzinie 14:00 na stadionie Melavöllur w Reykjavíku. W spotkaniu udział wzięły drużyny KR oraz Fram. Mecz zakończył się zwycięstwem 2:0 pierwszej z tych drużyn. W rezultacie KR został pierwszym w historii zdobywcą Pucharu Islandii.
| 23 października 1960 14:00 | KR · Gunnar Guðmannsson 42' (k) · Þórólfur Beck 70' | 2:0(1:0)Raport | Fram | Melavöllur, Reykjavík Sędzia: Haukur Óskarsson |
|                            |                                                     |                |      |                                                |